# 湯道衡
湯道衡（?—?），字平子，别號參予，直隸鎮江府丹陽縣軍籍。

## 生平
萬曆四十年（1612年）壬子科應天鄉試舉人，萬曆四十四年（1616年）丙辰科進士，擢户部主事，管理太倉銀庫，出知南昌府，天启三年以失銀被逮下狱，後以無确証得释。天啓五年補歸德府知府，六年考察闲住。崇祯元年改東昌府知府，所至有惠政。二年降为嘉兴府同知，三年擢山東武德道佥事，崇禎四年六月，升山東提學副使。礼部考核第一，升右佥都御史，巡抚甘肃，以军功蔭一子世袭锦衣卫百户。母老乞歸，卒。衡有吏才，能治繁劇，在南昌，㕔事前為屋數楹，令訟者居之，一宿而決。

## 著作
著有《礼记纂注》。

## 家族
曾祖湯岡，以子湯日昭贈浙江右布政使。祖父湯日昇，庠生。父湯三才，庠生，著有《禮記新義》三十卷。

## 引用
1. ↑  《萬曆四十四年丙辰科進士序齒録》
2. ↑  天启三年十月，复南昌府知府汤道衡原职。初户部主事杨绍震奏道衡在户部时侵盗太仓银两，有旨逮付法司，户部尚书李宗延等亲率司属同绍震验视之，铁门重扃，草木蒙茸，盗库绝无踪影，法司因奏请还职，从之。
3. ↑  《萬曆四十四年丙辰科進士履歷》：湯道衡，參予，礼记二房，戊子七月初八日生。丹阳人，壬子五十一，会九十，三甲四十八名。大理寺政，己未授户部江西司主事，庚申管太仓艮庫，壬戌升廣西司员外，本年升南昌知府，甲子养病，乙丑起歸德知府，丙寅闲住，戊辰起東昌知府，己巳降加兴同知，庚午升山东佥事，辛未轉山东提学付使，甲戌升本省付使。